# 清見関

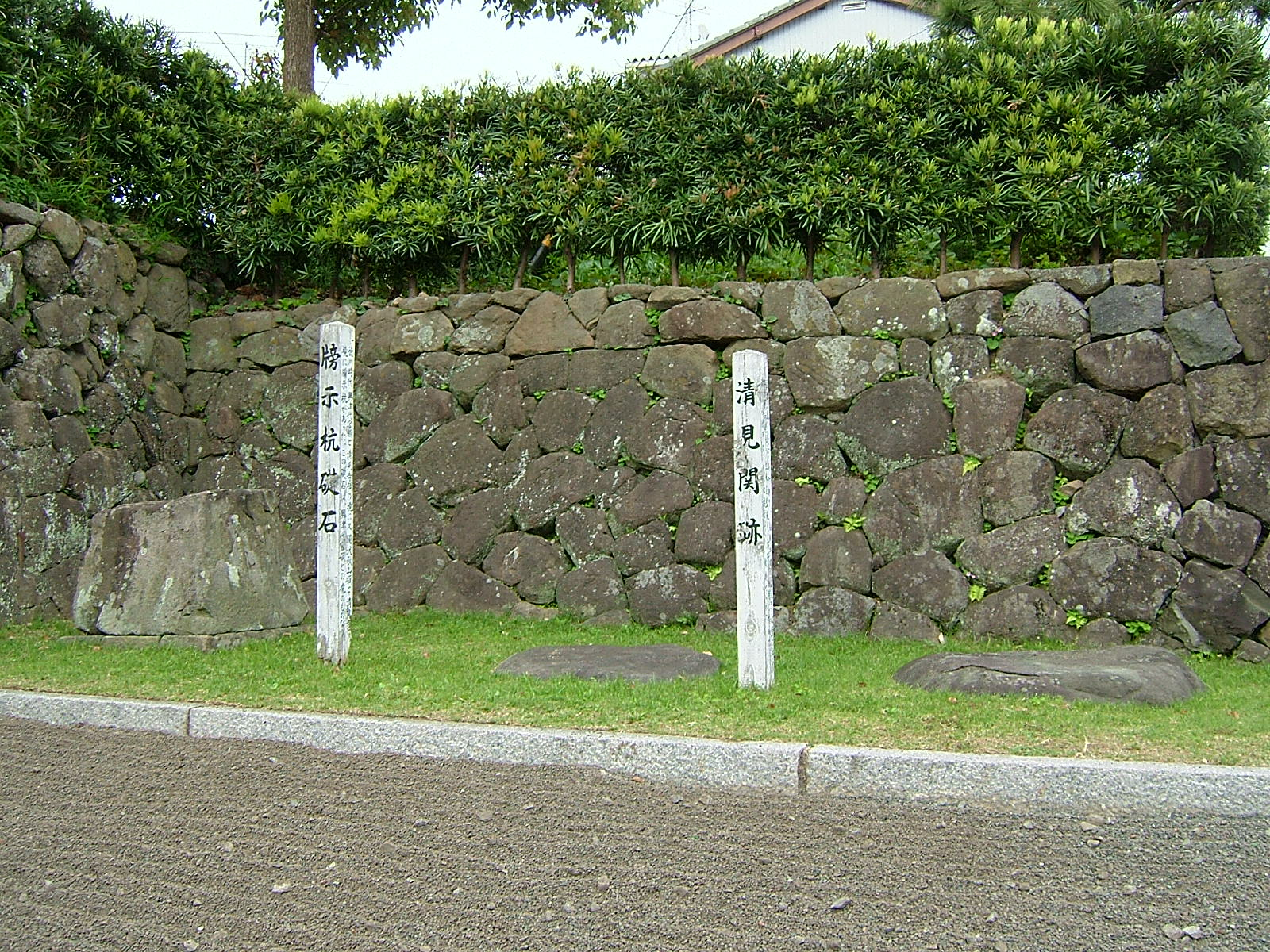
跡碑（清見寺内）

清見関（きよみがせき）は、駿河国庵原郡（現・静岡県静岡市清水区興津）にあった関所の名称。
跡碑のある清見寺の寺伝によると、天武天皇在任中（673年 - 686年）に設置されたとある。その地は清見潟へ山が突き出た所とあり、海岸に山が迫っているため、東国の敵から駿河国や京都方面を守るうえで格好の場所であったと考えられる。清見寺の創立は、その関舎を守るため近くに小堂宇を建て仏像を安置したのが始まりといわれている。
1020年、上総国から京への旅の途中この地を通った菅原孝標女が後に記した更級日記には、「関屋どもあまたありて、海までくぎぬきしたり（番屋が多数あって、海にも柵が設けてあった）」と書かれ、当時は海中にも柵を設置した堅固な関所だったことが窺える。
その後、清見関に関する記述は吾妻鏡や平家物語の中に散見し、当地付近で合戦もおきたが、鎌倉時代になると、律令制が崩壊し経済基盤を失ったことや、東国の統治が進み軍事目的としての意味が低下したため、関所としての機能は廃れていった。
設置されたころから、景勝地である清見潟を表す枕詞・代名詞の名称として利用されてきたため、廃れた後もこの地を表す地名として使用された。